# Saturday Night Fever
| 전문가 평가                   | 전문가 평가 |
| 평가 점수                     | 평가 점수   |
| 출처                          | 점수        |
| ----------------------------- | ----------- |
| AllMusic                      | [ 1 ]       |
| Christgau's Record Guide      | B+          |
| Encyclopedia of Popular Music | [ 3 ]       |
| The Great Rock Discography    | 8/10        |
| Pitchfork                     | 8.7/10      |
| The Rolling Stone Album Guide | [ 6 ]       |

《Saturday Night Fever》는 존 트래볼타가 주연한 1977년 영화 《토요일 밤의 열기》의 사운드트랙 음반이다. 사운드트랙은 1977년 11월 15일에 발매되었다. 마이클 잭슨이 《Thriller》를 발표하기 전에, 《Saturday Night Fever》는 음악 역사상 가장 많이 팔린 음반이었고, 4천만 장 이상의 판매 수치와 함께 여전히 전 세계에서 가장 많이 팔린 사운드트랙 음반 중 하나이다.
미국에서 이 음반은 최소 1,600만 장의 출하량으로 16배 플래티넘 인증을 받았다. 이 음반은 1978년 1월부터 7월까지 24주 연속 차트 1위를 유지했고 1980년 3월까지 120주 동안 빌보드 200 차트에 머물렀다. 이본 엘리먼의 〈If I Can't Have You〉와 함께 비지스가 기여한 이 음반의 세 싱글 〈How Deep Is Your Love〉, 〈Stayin' Alive〉, 〈Night Fever〉는 모두 미국에서 1위에 올랐다. 영국에서, 그 음반은 18주 연속으로 1위를 했다. 이 음반은 애틀랜틱 레코드의 디스코 현상을 전형적으로 보여주었고 국제적인 센세이션을 일으켰다. 이 음반은 문화적으로 중요하다는 이유로 2014년에 미국 의회도서관의 내셔널 레코딩 레지스트리에 추가되었다.

## 배경
《Saturday Night Fever》의 DVD 해설에 따르면, 프로듀서들은 댄스 스튜디오에서 토니와 스테파니의 리허설 장면에서 보즈 스캑스의 노래 〈Lowdown〉을 사용할 의도였고, 그들의 춤 동작을 그 노래에 맞춰 안무했다. 하지만, 스캑스의 레이블인 컬럼비아 레코드의 대표자들은 결코 실현되지 않은 또 다른 디스코 영화 프로젝트를 추구하기를 원했기 때문에 그것에 대한 법적 허가를 거부했다. 이 영화를 작곡한 작곡가 데이비드 샤이어는, 차례로, 장면에서 시연된 춤 스텝과 일치하고 미래의 법적 문제의 필요성을 제거하기 위해 노래를 작곡해야 했다. 그러나 이 트랙은 영화의 사운드트랙에 나타나지 않다.
비지스가 영화에 참여한 것은 제작 후에야 시작되었다. 존 트래볼타가 주장했듯이, "비지스는 처음에 영화에 참여하지도 않았습니다... 저는 스티비 원더와 보즈 스캑스에 맞춰 춤을 추고 있었습니다."
프로듀서 로버트 스틱우드는 비지스에게 영화를 위한 노래를 만들도록 의뢰했다. 로빈 깁은 다음과 같이 회상했다.
우리는 프랑스 북부에서 새 음반을 녹음하고 있었습니다. 그리고 스틱우드가 로스앤젤레스에서 전화를 걸어 "우리는 《토요일 밤의 열기 의식》이라는 작은 영화를 만들고 있다"라고 말했을 때, 우리는 새 음반을 위해 약 4~5곡을 쓰고 녹음했습니다. 당신은 수중에 어떤 노래가 있습니까?'라고 물었고, 우리는 '이것 봐요, 우리는 할 수 없어요, 우리는 앉아서 영화를 쓸 시간이 없어요.'라고 말했습니다. 우리는 그것이 무엇에 관한 것인지 몰랐습니다.

형제는 프랑스 샤토 드 에후빌 스튜디오에서 "사실상 한 주말에" 이 노래들을 썼다. 그들이 녹음한 첫 곡은 〈If I Can't Have You〉였지만, 그들의 버전은 영화에서 사용되지 않았다.

## 상업적 성과
당시 그리스와 함께한 《Saturday Night Fever》는 15만 장의 음반이 판매되며 네덜란드에서 가장 많은 예약 판매 기록을 보유하고 있었다.

## 곡 목록
| #  | 제목                                  | 작사·작곡                      | 재생 시간 |
| -- | ------------------------------------- | ------------------------------ | --------- |
| 1. | 〈Stayin' Alive (비지스)〉            | 배리 깁, 로빈 깁, 모리스 깁    | 4:45      |
| 2. | 〈How Deep Is Your Love (비지스)〉    | B. 깁, R. 깁, M. 깁, 블루 위버 | 4:05      |
| 3. | 〈Night Fever (비지스)〉              | B. 깁, R. 깁, M. 깁            | 3:32      |
| 4. | 〈More Than a Woman (비지스)〉        | B. 깁, R. 깁, M. 깁            | 3:18      |
| 5. | 〈If I Can't Have You (이본 엘리먼)〉 | B. 깁, R. 깁, M. 깁            | 3:00      |

| #  | 제목                                    | 작사·작곡                | 재생 시간 |
| -- | --------------------------------------- | ------------------------ | --------- |
| 1. | 〈A Fifth of Beethoven (월터 머피)〉    | 머피, 루트비히 판 베토벤 | 3:03      |
| 2. | 〈More Than a Woman (타바레스)〉        | B. 깁, R. 깁, M. 깁      | 3:17      |
| 3. | 〈Manhattan Skyline (데이비드 샤이어)〉 | 샤이어                   | 4:45      |
| 4. | 〈Calypso Breakdown (랠프 맥도널드)〉   | 윌리엄 이튼              | 7:51      |

| #  | 제목                                         | 작사·작곡                     | 재생 시간 |
| -- | -------------------------------------------- | ----------------------------- | --------- |
| 1. | 〈Night on Bald Mountain (데이비드 샤이어)〉 | 모데스트 무소륵스키, 샤이어   | 5:13      |
| 2. | 〈Open Sesame (쿨 & 더 갱)〉                 | 로버트 벨                     | 3:59      |
| 3. | 〈Jive Talkin' (비지스)〉                    | B. 깁, R. 깁, M. 깁           | 3:44      |
| 4. | 〈You Should Be Dancing (비지스)〉           | B. 깁, R. 깁, M. 깁           | 4:14      |
| 5. | 〈Boogie Shoes (KC 앤드 더 선샤인 밴드)〉    | 해리 웨인 케이시, 리처드 핀치 | 2:17      |

| #  | 제목                            | 작사·작곡              | 재생 시간 |
| -- | ------------------------------- | ---------------------- | --------- |
| 1. | 〈Salsation (데이비드 샤이어)〉 | 샤이어                 | 3:51      |
| 2. | 〈K-Jee (MFSB)〉                | 찰리 헌든, 하비 푸쿠아 | 4:13      |
| 3. | 〈Disco Inferno (트램프스)〉    | 리로이 그린, 론 커시   | 10:51     |

## 인증
| 국가                                                                                         | 인증         | 판매량/출하량 |
| -------------------------------------------------------------------------------------------- | ------------ | ------------- |
| 아르헨티나                                                                                   | —            | 100,000       |
| 오스트레일리아 (ARIA)                                                                        | 11× 플래티넘 | 830,000       |
| 오스트리아                                                                                   | —            | 70,000        |
| 벨기에                                                                                       | —            | 200,000       |
| 브라질 (Pro-Música Brasil)                                                                   | 골드         | 150,000       |
| 캐나다 (뮤직 캐나다) Various Artists                                                         | 다이아몬드   | 1,300,000     |
| 캐나다 (뮤직 캐나다) Bee Gees                                                                | 4× 플래티넘  | 400,000^      |
| 콜롬비아                                                                                     | —            | 15,000        |
| 핀란드                                                                                       | —            | 30,000        |
| 프랑스 (SNEP)                                                                                | 골드         | 1,350,000     |
| 독일 (BVMI)                                                                                  | 3× 플래티넘  | 1,750,000     |
| 그리스                                                                                       | —            | 120,000       |
| 홍콩 (IFPI 홍콩)                                                                             | 플래티넘     | 70,000        |
| 인도                                                                                         | —            | 250,000       |
| 아일랜드                                                                                     | —            | 25,000        |
| 이탈리아                                                                                     | —            | 1,000,000     |
| 이탈리아 (FIMI) sales since 2009                                                             | 골드         | 25,000*       |
| 일본 (오리콘 차트)                                                                           | —            | 693,000       |
| 말레이시아                                                                                   | —            | 20,000        |
| 멕시코                                                                                       | —            | 800,000       |
| 네덜란드 (NVPI)                                                                              | 플래티넘     | 650,000       |
| 뉴질랜드                                                                                     | —            | 250,000       |
| 노르웨이                                                                                     | —            | 180,000       |
| 스웨덴                                                                                       | —            | 150,000       |
| 스위스                                                                                       | —            | 135,000       |
| 영국 (BPI)                                                                                   | 7× 플래티넘  | 2,200,000     |
| 미국 (RIAA)                                                                                  | 16× 플래티넘 | 16,000,000    |
| 요약                                                                                         |              |               |
| 동남아시아                                                                                   | —            | 150,000       |
| 전 세계                                                                                      | —            | 40,000,000    |
| *판매량을 기반으로 한 인증 · ^출하량을 기반으로 한 인증 · 판매량+스트리밍을 기반으로 한 인증 |              |               |

## 같이 보기
- 가장 많이 팔린 음반 목록
- 독일에서 가장 많이 팔린 음반 목록
- 미국에서 가장 많이 팔린 음반 목록